# Poppenbüll
Poppenbüll és un municipi del districte de Nordfriesland, dins l'Amt Eiderstedt, a l'estat alemany de Slesvig-Holstein. És aa 12 kilòmetres de Tönning i a 10 kilòmetres de Sankt Peter-Ording a la península d'Eiderstedt. El 2023 tenia 237 habitants.
És un poble agrícola, tot i que s'hi ha desenvolupat el turisme rural com segona activitat. Situat entre Osterhever i Garding, és probablement la zona endicada i polderitzada més antiga de la península d'Eiderstedt. Masies, terps, vells dics i un «estany de rosada» (estany per la col·lecta d'aigua dolça) envolten el poble.
És un de mants municipis o llogarets del nord de Slesvig-Holstein amb el sufix -büll en el nom, que és d'origen danès -bøl i que significa ‘casa, habitatge’, la primera part prové del nom Poppo, probablement un missionari originari de Nordstrand, que predicava en aquesta regió al segle x. Solen ser assentaments nous que al segle x és van crear a partir d'un poble veí més antic.

## Llocs d'interés
- Església Johanniskirche, construida des de 1113, al lloc on hi havia una capella del segle x. Té encara elements del romànic tardà, el cor és gòtic.[8] Conté una pica baptismal de bronze remarcable del 1590.[9] L'orguener Klaus Becker ha construit l'orgue el 1985, amb tracció mecànica, tot utilitzant elements d'instruments anteriors.[10]

## Burgmestres
- 1945–1946: Arrien P. Cornils
- 1946–1948: Heinrich Peters
- 1948–1950: August Simon
- 1950–1962: Walter Peters, (DP, FDP)
- 1962–1963: Hans Bodewaldt
- 1963–1966: Arthur Bohns
- 1966–1970: Walter Peters
- 1970–1994: Jörn Uwe Peters
- 1994- : Wiebke Buschmann